# 夏侯楙
夏侯楙（？—？），字子林，三國時代魏國的武將與官员，是曹操麾下重要将领夏侯惇之子，娶曹操之女清河公主為妻，與曹丕交情較深，在魏历任侍中、尚书，拜安西将军、镇东将军，假节，封列侯。

## 生平
夏侯楙是夏侯惇的兒子之一，在夏侯惇去世前，已经被封为列侯。
夏侯楙與曹丕私交深厚，曹丕即位后，便任命夏侯楙为安西将军、持節，并接替了之前阵亡的夏侯渊都督關中，鎮守長安。
太和二年（228年），諸葛亮興師北伐，大將魏延認為夏侯楙“怯而無謀”，提議出奇兵從子午谷襲取長安，未被諸葛亮採納。魏明帝遣大將軍曹真督軍拒敵，敗蜀軍於街亭，並親自率軍西臨長安以振軍勢，其間夏侯楙被召還朝中任尚書。
其後，夏侯楙還曾出任鎮東將軍一職。

## 人物
夏侯楙雖長年鎮守邊地，但生性不善武略，而喜爱治理生意。
夏侯楙在關中領兵時，養了很多伎妾，引来其妻室清河長公主的不滿。而他的弟弟子臧、子江等因為不遵禮法，多次被夏侯楙責備。于是其弟子臧、子江等人與清河公主一同誹謗夏侯楙，上奏魏明帝曹叡。曹叡閱奏後曾有意處死夏侯楙，與長水校尉段默商議，段默向魏明帝曹叡奏議表示认为这一定是夏侯楙与公主夫妻不和，而被人谮构，而且夏侯楙之父夏侯惇对于曹氏奠定基业有大功，必须三思。曹叡同意了这个观点，追问公主代她写表奏之人，果然是夏侯楙的弟弟子臧、子江，免除了處刑的意向。

## 歷史評價
- 魏延：“聞夏侯楙少，主婿也，怯而無謀。”
- 鱼豢《魏略》：“楙性无武略，而好治生。”

## 藝術形象

### 三國演義
魏大都督。字子休。征西将军夏侯渊之子，自幼嗣与夏侯惇为子，渊为黄忠所斩，曹操怜之，以女清河公主招为驸马，因此朝中钦敬。其性最急，又最吝，虽掌兵权，未尝临阵。蜀相诸葛亮伐魏，楙自请出征，明帝以为大都督，调关西诸路军马二十余万，来敌蜀军。然楙一触即溃，为王平所擒，后被放回，为亮设计所用，折数将、连失三郡，并误使姜维投蜀。楙率败兵投羌胡城去了，至此羞惭不回。

### 影视
- 中國中央電視台電視劇《三國演義》（1994年）：王基明
- 中日合作動畫《三國演義》（2009年）
- 電視劇《軍師聯盟》（2017年）：李晟烨